# Jungfrulund

Jungfrulund var ett torp/backstuga i Ormsätra rote i Salems socken i Stockholms län. Även om torpet låg vid Mälaren, i norra delen av socknen, låg Jungfrulund på ett skogsskifte som tillhörde Lundby gård.
Torpet med dess invånare omnämns i kyrkobokföringen från 1798.
Jungfrulund revs år 1940. Salems hembygdsförening har satt upp en torpskylt som markerar läget för torpet.